# 산드라 토레스

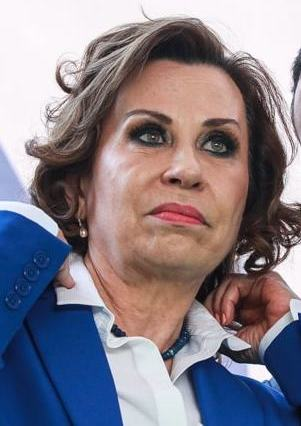
산드라 토레스

산드라 훌리에타 토레스 카사노바(스페인어: Sandra Julieta Torres Casanova, 1955년 10월 5일 ~ )는 과테말라의 정치인이다. 2008년부터 2011년까지 알바로 콜롬 대통령의 영부인을 지냈으며, 2019년 대선에 출마한 바 있다. 2015년 대선 당시 지미 모랄레스에 패했으며, 2019년 재도전했으나 알레한드로 잠마테이에 밀려 또 낙선했다.